# Pescopennataro
Pescopennataro község (comune) Olaszország Molise régiójában, Isernia megyében.

## Fekvése
A megye északkeleti részén fekszik, a Verrino folyó völgyében. Határai: Agnone, Borrello, Capracotta, Rosello, és Sant’Angelo del Pesco.

## Története
A települést valószínűleg a normann időkben alapították. Neve (pesculum) arra utal, hogy egy sziklán épült ki. Hosszú ideig nemesi birtok volt. A 19. század elején, amikor a Nápolyi Királyságban felszámolták a feudalizmust, előbb Sant’Angelo del Pesco része lett, majd 1816-tól önálló község.

## Népessége
A népesség számának alakulása:

## Főbb látnivalói
- San Bartolomeo Apostolo-templom
- Madonna delle Grazie-templom
- Piazza del Popolo – a főtér, melyet egy kút díszít